# ريم القروي
 ريم القروي، ولدت عام 1967، فنانة تشكيلية تونسية، تعاطى الرسم والنحت.

## تكوينها
تلقت ريم القروي تكوينها الفني بفرنسا حيث درست أولا بمدرسة الفنون الجميلة بمرسيليا ثم استكملت تكوينها بتربّص في النحت بمدرسة الفنون الجميلة بباريس وبتربّص آخر في التصوير الزيتي بمدرسة الفنون الجميلة ببرشلونة.

## معارضها
أقامت ريم القروي أول معرض شخصي لها بتونس. وهي تقيم معرضا شخصيا كل سنة. وقد شاركت في عدّة معارض جماعية في تونس وأوروبا والعالم العربي.
1. 1 2 3   http://repertoire-artistestunisiens.com/rym-karoui/. {{استشهاد ويب}}: |url= بحاجة لعنوان (مساعدة) والوسيط |title= غير موجود أو فارغ (من ويكي بيانات) (مساعدة)